# Carl Wilhelm Söderberg
Pour les articles homonymes, voir Söderberg.
Carl Wilhelm Söderberg (30 août 1876 à Göteborg - 7 mars 1955 à Oslo) était un ingénieur et inventeur norvégien. Il est surtout connu pour avoir développé la cuve Söderberg dans le contexte de la production d'aluminium.

## Biographie
Il naît à Göteborg (Suède) en 1876 de Carl Anton Mathias Söderberg et Laura Becker et alors qu'il n'a pas un an, sa famille déménage en Norvège. Son père est influentiel pour le développement du réseau téléphonique d'Oslo (alors appelé Kristiania) et fonde d'ailleurs en 1882 l'entreprise Elektrisk Bureau. Wilhem étudie pendant un temps à l'université d'Oslo mais finit en 1903 ses études d'ingénieur à la Königliche Technische Hochschule à Hanovre (Allemagne). Entre-temps, en 1900, il se marie avec Svea Valborg Charlotta Morell.
Il travaille à Det Norske Aktieselskap for Elektrokemisk Industri (actuelle Elkem) à partir de 1913. C'est là qu'en 1918, il développe et brevète la cuve qui porte son nom. Contrairement aux cuves traditionnelles à anodes précuites, la cuve Söderberg comprend une pâte anodique crue qui cuit à même la cuve en continu durant la production d'aluminium. Cette invention transforme Elkem en une entreprise d'envergure internationale, et les cuves Söderberg sont toujours utilisées de nos jours.
Il quitte l'entreprise en 1933 et vit dans sa ferme jusqu'à sa mort en 1955.